# Roi grand-duc
Le titre de roi grand-duc a été porté par les trois monarques de la maison d'Orange-Nassau qui ont gouverné le Luxembourg et les Pays-Bas en union personnelle, entre 1815 et 1890. Ces monarques ainsi ont porté les titres de roi des Pays-Bas et de grand-duc de Luxembourg en même temps, et, bien que n'étant pas strictement un titre à part entière, celui de « roi grand-duc » a été utilisée dans les documents législatifs et officiels au Luxembourg pendant toute la période.
Les titres ont été séparés en 1890. Dans le cadre du pacte de la famille de Nassau de 1783, toutes les terres « allemandes », y compris le grand-duché de Luxembourg, devaient être héritée par la loi salique, alors que toutes les terres non-allemandes n'ont pas été affectées. Ainsi, quand Wilhelmina hérita de la couronne néerlandaise à la mort de son père, Guillaume III, elle ne pouvait hériter de la couronne de Luxembourg. Par conséquent, cette coronne échut à Adolphe, ancien duc de Nassau. Ceci mit fin au titre et termina la période des Roi-Grand ducs.

## Liste des rois grands-ducs
| Portrait | Nom                                                | Règne                                                     | Notes | Armoiries |
| -------- | -------------------------------------------------- | --------------------------------------------------------- | --- | --------- |
|          | Guillaume Ier (24 août 1772 - 12 décembre 1843)    | 15 mars 1815 - 7 octobre 1840 25 ans, 6 mois et 22 jours  | Fils du stathouder Guillaume V d'Orange-Nassau. Premier roi des Pays-Bas et grand-duc de Luxembourg.                                                                |           |
|          | Guillaume II (6 décembre 1792 - 17 mars 1849)      | 7 octobre 1840 - 17 mars 1849 8 ans, 5 mois et 10 jours   | Fils de Guillaume Ier. |           |
|          | Guillaume III (19 février 1817 - 23 novembre 1890) | 17 mars 1849 - 23 novembre 1890 41 ans, 8 mois et 6 jours | Fils de Guillaume II. Sa fille hérite des Pays-Bas tandis que le Grand-Duché de Luxembourg, où l’hérédité était exclusivement masculine, passe à Adolphe de Nassau. |           |